# Communauté de communes du Pays de Plélan
La communauté de communes du Pays de Plélan est une ancienne communauté de communes française, située dans le département des Côtes-d'Armor, en région Bretagne.

## Composition
Elle était composée des 7 communes suivantes :
| Nom                     | Code Insee | Gentilé       | Superficie (km2) | Population (dernière pop. légale) | Densité (hab./km2) |
| ----------------------- | ---------- | ------------- | ---------------- | --------------------------------- | ------------------ |
| Plélan-le-Petit (siège) | 22180      | Plélanais     | 21,23            | 1 868 (2014)                      | 88                 |
| La Landec               | 22097      | Landécois     | 7,59             | 762 (2014)                        | 100                |
| Languédias              | 22104      | Languédiaçais | 8,61             | 472 (2014)                        | 55                 |
| Saint-Maudez            | 22315      | Maudéziens    | 5,09             | 315 (2014)                        | 62                 |
| Saint-Méloir-des-Bois   | 22317      | Méloriens     | 6,13             | 260 (2014)                        | 42                 |
| Saint-Michel-de-Plélan  | 22318      | Michelais     | 7,24             | 334 (2014)                        | 46                 |
| Trébédan                | 22342      | Trébédannais  | 10,97            | 422 (2014)                        | 38                 |

## Historique
Elle fusionne avec la communauté de communes de Plancoët Val d'Arguenon pour former la communauté de communes Plancoët-Plélan au 1er janvier 2013.